# Una mujer como yo
Una mujer como yo es el noveno disco de estudio de la cantante sevillana Pastora Soler. Su lanzamiento se llevó a cabo el 18 de octubre de 2011. Está producido por Pablo Pinilla. El álbum entró en el puesto 3 de los cien discos más vendidos en España, convirtiéndose en la entrada más exitosa de la sevillana en su etapa con la discográfica Warner. El 26 de marzo de 2012 se publica una reedición del álbum que incluye los temas que Pastora interpretó en la gala de elección de canción para Eurovisión 2012, incluyendo la versión definitiva con los arreglos finales de Quédate conmigo.

## Listado de canciones
1. Me despido de ti - 3:40
2. Demasiado amor - 3:56
3. Tu vida es tu vida - 3:37
4. No me da miedo - 3:55
5. El mundo entre mis manos - 3:21
6. Una mujer como yo - 4:10
7. Vamos - 3:32
8. Yo no te pido la luna - 4:16
9. Que no muera el amor - 3:20
10. Cantaré - 3:35
11. Soy de ti - 3:50
12. A ti - 4:20
13. Quédate conmigo (Eurovisión) (sólo en la reedición 2012) - 3:04
14. Tu vida es tu vida (versión dance) (sólo en la reedición 2012) - 3:34
15. Ahora o nunca (Eurovisión) (sólo en la reedición 2012) - 3:00